# Kateřina Bílková
Kateřina Bílková, rodným jménem Kozáková (* 11. září 1971 Praha), je česká televizní moderátorka a příležitostná herečka.

## Život
Bílková studovala na Filosofické fakultě Univerzity Karlovy němčinu a češtinu. Během studií začala spolupracovat s Českou televizí jako moderátorka hudebních pořadů Bago a Point. Krátce působila v české pobočce hudebního vydavatelství Polygram. Poté se vrátila k moderování - nejprve uváděla pořad „60“ a následně Paskvil.
Posléze začala spolupracovat s Petrem Vachlerem na tvorbě pořadu Kinobox. Přispívala i do vysílání privátních rozhlasových stanic Radio 1 a Evropa 2. Následně pracovala pro filmovou společnost Falcon. Od 31. srpna 2013 uvádí spolu s Petrou Křížkovou a Jiřím Svobodou v České televizi pořad Události v kultuře.
Hrála v českém filmu Amerika z roku 1994, jehož režisérem je Vladimír Michálek, v němž ztvárnila roli Terezy.